# Trương Chấn Lãng
Trương Chấn Lãng (tiếng Trung: 張振朗, tiếng Anh: Owen Cheung Chun Long; sinh ngày 20 tháng 7 năm 1987), nam diễn viên Hong Kong, hiện là nghệ sĩ dưới hợp đồng quản lý của TVB, tốt nghiệp học viện thiết kế Hong Kong và lớp đào tạo diễn viên TVB khoá 25. Tại Lễ trao giải TVB ở Hong Kong năm 2019 nhận được giải "Nam diễn viên tiến bộ vượt bậc", và năm 2020 nhận giải "Nam nhân vật được yêu thích nhất" nhờ vai diễn "Cao Bân" trong Quái kiệt siêu hạng tại Lễ trao giải TVB ở Hong Kong năm 2020, trở thành nam diễn viên đầu tiên được giải "Nam nhân vật" chỉ sau một năm được "Nam tiến bộ".

## Tổng quan
Trương Chấn Lãng tốt nghiệp Tiểu học Lộ Đức Hội Lữ Tường Quang và Trung học Khả Nghệ, bạn học cùng cấp với Tào Tinh Như, vì bề ngoài giống với tiểu sinh tuyến 1 của TVB Huỳnh Tông Trạch nên được gọi là "Huỳnh Tông Trạch 2.0".
Năm 2006, Trương Chấn Lãng từng cùng Hồng Trác Lập và Thẩm Chấn Hiên tham gia Cuộc thi tài năng mới về ca hát của EEG, nhưng dừng chân ở top 8. Năm 2011 sau khi tốt nghiệp lớp đào tạo diễn viên TVB khoá 25 được một năm thì ký hợp đồng quản lý với TVB. Năm 2012, tham gia diễn xuất trong MV "Dây leo" của Lâm Hân Đồng. Cùng năm tháng 12, đóng vai Thái Chấn Liệt trong Pháp võng truy kích và vai Trần Mẫn Thông trong Định vị trái tim vì cảnh diễn khá nặng mà được mọi người biết đến. Pháp võng truy kích cũng là bộ phim đầu tay chính thức của anh.
Tháng 7 năm 2013, Trương Chấn Lãng tham gia chương trình tài năng ca hát của nghệ sĩ TVB Tinh mộng truyền kỳ tập 3 và 4, trong tập 4 anh là một trong hai người tham gia có số điểm thấp nhất, bị loại ra. Tháng 8 cùng năm, Trương Chấn Lãng trong Thưa thầy, con hiểu rồi diễn vai thư sinh Bạch Hạc Ý, cảnh bị đâm chết khiến khán giả ấn tượng sâu sắc, độ nổi tiếng cũng tăng lên.
Tháng 7 năm sau, trong chương trình mô phỏng Vua đóng giả Chủ Nhật nhờ bắt chước Trương Trí Lâm hát lại bài hát "Năm tháng như bài ca" mà độ nổi tiếng tiếp tục tăng, nhờ nhìn rất giống vai Cool Ma của Trương Trí Lâm trong Bao la vùng trời 2 nên có biệt danh "Cool Ma 2.0" và được mọi người quen mặt.
Tháng 5/2015, sau khi Trương Chấn Lãng được nhân vật cấp cao TVB là Tăng Lệ Trân đánh giá cao, được đóng vai nam chính 2 trong phim Mái ấm gia đình 2, nhưng vì nam chính 1 Trương Kế Thông tiết lộ chỉ "làm khách mời" 2 tháng, nên trên thực tế, Trương Chấn Lãng là nam chính của bộ phim này. Tháng 9 cùng năm, trong phim Bước cùng em anh đóng vai minh tinh Kim Tú Huyền, nhân vật được xây dựng dựa trên Cổ Cự Cơ và Trịnh Tuấn Hoằng. Tháng 10 cùng năm, với những phim Bà xã cát tường, Chuyện tình sân khấu, Bước cùng em và Mái ấm gia đình 2, lần đầu tiên anh được đề cử giải "Nam diễn viên TVB tiến bộ vượt bậc được yêu thích nhất" ở Lễ trao giải TVB ở Malaysia 2011, vào được top 3. Tháng 11 cùng năm, anh lại được đề cử Nam diễn viên phụ xuất sắc nhất ở Lễ trao giải TVB tại Hong Kong 2015 bằng phim Mái ấm gia đình 2.
Tháng 4 năm 2017, Trương Chấn Lãng đóng vai con của Trương Triệu Huy trong phim Quý nàng hẩm phận. Tháng 6-9 cùng năm, anh diễn vai trinh thám Cốc Nhất Hạ (Gogo) trong phim pháp luật hiện đại Bước qua ranh giới, cũng nhờ phim này mà đoạt giải "Nam diễn viên phụ TVB tôi yêu thích nhất" trong Lễ trao giải StarHub của TVB tại Singapore năm 2017.
Trương Chấn Lãng đóng nam chính 1 trong cả hai bộ phim Câu chuyện thời đại số, Đặc cảnh sân bay, và đóng vai nam chính 2 trong Kỳ án Bao Thanh Thiên và Quái kiệt siêu hạng. Và các bộ phim trên đều vì những lý do khác nhau mà bị hoãn chiếu, trong đó Kỳ án Bao Thanh Thiên bị rút khỏi lịch chiếu sau khi xảy ra scandal của Huỳnh Tử Hằng và Dụ Mỹ, Câu chuyện thời đại số và Truy tìm nàng giọng cao vì scandal của Huỳnh Tâm Dĩnh mà bị rút, Đặc cảnh sân bay và Quái kiệt siêu hạng cũng bị hoãn. Trương Chấn Lãng vì vậy mà được cư dân mạng phong là "Vua xui xẻo địa ngục". Vài tháng sau, Kỳ án Bao Thanh Thiên và Truy tìm nàng giọng cao được sắp xếp phát sóng, Trương Chấn Lãng cũng được giải "Nam diễn viên tiến bộ vượt bậc" trong Lễ trao giải TVB tại Hong Kong 2019.
Năm 2020, Trương Chấn Lãng có 5 bộ phim được chiếu, lần lượt là Đặc cảnh sân bay, Quái kiệt siêu hạng, Sứ đồ hành giả 3, Bước qua ranh giới 2 và Câu chuyện thời đại số. Trong đó anh và Lại Uý Linh (vai đại tiểu thư Tưởng Thiên Hà) đóng cặp với nhau trong Quái kiệt siêu hạng được cư dân mạng chú ý và khen ngợi. Trong Lễ trao giải TVB tại Hong Kong 2020, anh được giải Nam nhân vật được yêu thích nhất nhờ vai Cao Bân trong Quái kiệt siêu hạng, đồng thời vào top 5 của "Nam diễn viên chính TVB được yêu thích nhất Malaysia".
Năm 2021, Trương Chấn Lãng vào top 5 giải Nam diễn viên chính xuất sắc nhất và "Nam diễn viên chính TVB được yêu thích nhất Malaysia" ở Lễ trao giải TVB tại Hong Kong 2021 bằng vai Hải Chính Lam trong phim khánh đài Quyền vương.
Ngoài ra, những năm gần đây Trương Chấn Lãng là diễn viên thường được giám chế Trần Diệu Toàn và Lâm Chí Hoa tin dùng.

## Chuyện bên lề
Ngày 25/12/2017, Trương Chấn Lãng đang đi chơi ngoài đường với bạn thân trong nghề là Tạ Đông Mẫn thì bị tấm bạt ở trung tâm thương mại rớt xuống đụng trúng eo, bị thương nhập viện. Sau đó Trương Chấn Lãng cười đùa rằng: "Tuy tui luôn coi Tạ Đông Mẫn như bạn gái, nhưng sau này không dám hẹn ảnh đi chơi Noel nữa, sợ ảnh khắc tui." Tháng 11/2019, Trương Chấn Lãng đang tập luyện cho khánh đài thì bị máy quay phim ngã trúng vai, bị thương lần nữa, cần vào bệnh viện kiểm tra tình hình vết thương, tiếp tục được truyền thông gọi là vua xui xẻo địa ngục. Ngoài ra, nguyên nhân Trương Chấn Lãng bị cư dân mạng gọi là vua xui xẻo địa ngục còn vì những lúc anh tham gia chương trình chơi trò chơi, thường chỉ đoạt được giải thưởng rất nhỏ. Như lúc tham gia Chị Do có câu hỏi mùa 3, Trương Chấn Lãng và đồng đội tuy trả lời được 2200 điểm, nhưng đến phần đổi điểm thành tiền lại chọn trúng loại tiền tệ có mệnh giá thấp, cuối cùng chỉ đổi được 1.74 HKD, trở thành khách mời đoạt số tiền thưởng thấp nhất trong mùa đó của chương trình.

## Cuộc sống tình cảm
Trương Chấn Lãng từng cùng nghệ sĩ TVB Trần Chỉ Vưu hẹn hò hơn 5 năm, hai người cùng là học viên của khóa đào tạo diễn viên lần thứ 25, nhưng đến tháng 4 năm 2018 hai người tuyên bố chia tay trên mạng xã hội, cũng nhấn mạnh không liên quan đến người thứ ba
Tháng 8 năm 2019, khi Trương Chấn Lãng nhận phỏng vấn của đài phát thanh thừa nhận cùng cựu nghệ sĩ ViuTV Dương Ti Vịnh hẹn hò, nói rằng thích nhất là sấy tóc giùm bạn gái.

## Tác phẩm đã tham gia

### Phim truyền hình (TVB)
| Phát sóng | Tên phim tiếng Việt           | Tên phim tiếng Anh              | Tên phim tiếng Hoa                                  | Vai diễn |
| --------- | ----------------------------- | ------------------------------- | --------------------------------------------------- | --- |
| 2012      | Mái ấm gia đình 1             | Come Home Love                  | 愛·回家 (第一輯) (Ái hồi gia 1)                     | Khách uống trà (tập 1) Tên du côn (tập 24) Người qua đường (tập 36 - 27) Cảnh sát hình sự (tập 57) Người biểu tình (tập 165) Khách hàng của "1+1" (tập 204) |
| 2012      | Con đường mưu sinh            | No Good Either Way              | 衝呀！瘦薪兵團 (Xung nha! Sấu tân binh đoàn)        | Oscar |
| 2012      | Sui gia nan giải              | Divas in Distress               | 巴不得媽媽... (Ba bất đắc ma ma...)                 | Môi giới địa ốc (tập 1) |
| 2012      | Lôi đình tảo độc              | Highs and Lows                  | 雷霆掃毒 (Lôi đình tảo độc)                         | Đàn em xã hội đen (tập 23) |
| 2012      | Pháp võng truy kích           | Friendly Fire                   | 法網狙擊 (Pháp võng thư kích)                       | Thái Chấn Liệt (anh Bom Mìn) |
| 2012      | Danh gia vọng tộc             | Silver Spoon, Sterling Shackles | 名媛望族 (Danh viện vọng tộc)                       | Chú rể (tập 32) |
| 2012      | Vòng quay hạnh phúc           | Missing You                     | 幸福摩天輪 (Hạnh phúc ma thiên luân)                | Tên du côn (tập 6) |
| 2013      | Anh họ, cố lên!               | Inbound Troubles                | 老表，你好嘢！ (Lão biểu, nhĩ hảo dã!)              | Thợ làm tóc (tập 3) |
| 2013      | Ngọc tỷ kỳ án                 | The Days of Days                | 初五啟市錄 (Sơ ngũ khải thị lục)                    | Cu-li |
| 2013      | Mùa tình yêu                  | Season of Love                  | 戀愛季節 (Luyến ái quý tiết)                        | Nhân viên của "Tinh Thế Giới" |
| 2013      | Định vị trái tim              | Reality Check                   | 心路GPS (Tâm lộ GPS)                                | Trần Mẫn Thông (Ah B, bé Thông) |
| 2013      | Nữ cảnh tác chiến             | Sergeant Tabloid                | 女警愛作戰 (Nữ cảnh ái tác chiến)                   | Người biểu tình (tập 19) |
| 2013      | Giải mã nhân tâm 2            | A Great Way to Care 2           | 仁心解碼II (Nhân tâm giải mã 2)                     | Khách tiệm cà phê (tập 3) |
| 2013      | Thần thám Cao Luân Bố         | Bullet Brain                    | 神探高倫布 (Thần thám Cao Luân Bố)                  | Bệnh nhân tâm thần (tập 15); cảnh sát tư pháp Macau (tập 23)                                                                                                |
| 2013      | Hoán đổi nhân tâm             | A Change of Heart               | 好心作怪 (Hảo tâm tác quái)                         | Châu Gia Trí (Tập 10, 11) Thế thân của Diêu Nguyệt Sơn |
| 2013      | Quý ông thời đại              | Awfully Lawful                  | 熟男有惑 (Thục nam hữu hoặc)                        | Phong thiếu gia (tập 1) |
| 2013      | Sư phụ, con hiểu rồi          | Karma Rider                     | 師父·明白了 (Sư phụ, minh bạch liễu)                | Bạch Hạc Ý (Nhất Thứ Tâm) |
| 2013      | Tình nghịch tam thế duyên     | Always And Ever                 | 情逆三世緣 (Tình nghịch tam thế duyên)              | Trần Long Văn (tập 6) |
| 2013      | Không khoan nhượng            | Sniper Standoff                 | 神槍狙擊 (Thần thương thư kích)                     | Lý Hạo Dương (thiếu niên, tập 10) |
| 2013      | Cự luân                       | Brother's Keeper                | 巨輪 (Cự luân)                                      | Khương Dũng (thiếu niên) |
| 2013      | Đại luật sư tranh tài         | Will Power                      | 法外風雲 (Pháp ngoại phong vân)                     | Thủ hạ của Highlight (tập 16-20) |
| 2014      | Con đường ai oán              | Return of the Silver Tongue     | 舌劍上的公堂 (Thiệt kiếm thượng đích công đường)    | Lương Chi |
| 2014      | Đôi đũa mạ vàng               | Gilded Chopsticks               | 食為奴 (Thực vi nô)                                 | Ái Tân Giác La Dận Trinh (Thập Tứ A Ca) |
| 2014      | Tình phương xa                | Outbound Love                   | 單戀雙城 (Đơn luyến song thành)                     | Simon |
| 2014      | Ngàn lời yêu thương           | Swipe Tap Love                  | 愛我請留言 (Ái ngã thỉnh lưu ngôn)                  | Hà Chí Phong (George) |
| 2014      | Đội hành động liêm chính 2014 | ICAC Investigators 2014         | 廉政行動2014 (Liêm chính hành động 2014)            | Hồ Vỹ Thành (vụ án thứ 4: Hắc cầu) |
| 2014      | Vòng xoáy thiện ác            | Black Heart White Soul          | 忠奸人 (Trung gian nhân)                            | Người tàn tật |
| 2014      | Sắc thái cuộc đời             | Shades of Life                  | 我們的天空 (Ngã môn đích thiên không)               | Trương Tư Điềm |
| 2014      | Sứ đồ hành giả                | Line Walker                     | 使徒行者 (Sứ đồ hành giả)                           | Lôi Ngạn Hỏa (A Hỏa) |
| 2014      | Đại dược phường               | All That Is Bitter Is Sweet     | 大藥坊 (Đại dược phường)                            | Câu Kỷ Tử |
| 2014      | Mái ấm gia đình 1             | Come Home Love                  | 愛·回家 (第一輯) (Ái hồi gia 1)                     | Tống Lễ Cần (Ken) |
| 2014      | Tái chiến minh thiên          | Tomorrow is Another Day         | 再戰明天 (Tái chiến minh thiên)                     | Quyền |
| 2014      | Bà xã cát tường               | Lady Sour                       | 醋娘子 (Thố nương tử)                               | Tên lưu manh A |
| 2015      | Chuyện tình sân khấu          | Romantic Repertoire             | 水髮胭脂 (Thủy phát yên chi)                        | Cao Mẫn Tuấn (Zero) |
| 2015      | Mái ấm gia đình 2             | Come Home Love                  | 愛·回家 (第二輯) (Ái hồi gia 2)                     | Luân Lập Tín (Anson, bé Tín) |
| 2015      | Bước cùng em                  | Every Step You Take             | 陪著你走 (Bồi trứ nhĩ tẩu)                          | Kim Tú Huyền |
| 2015      | Vô song phổ                   | Under The Veil                  | 無雙譜 (Vô song phổ)                                | Trương công tử |
| 2017      | Quý nàng hẩm phận             | The No No Girl                  | 全職沒女 (Toàn chức một nữ)                         | Trang Tuấn Dĩnh (Wayne, anh Trang nhỏ) |
| 2017      | Bước qua ranh giới            | Legal Mavericks                 | 踩過界 (Thải quá giới)                              | Cốc Nhất Hạ (Gogo) |
| 2019      | Kỳ án Bao Thanh Thiên         | Justice Bao: The First Year     | 包青天再起風雲 (Bao Thanh Thiên tái khởi phong vân) | Triển Chiêu |
| 2019      | Truy tìm nàng giọng cao       | Finding Her Voice               | 牛下女高音 (Ngưu Hạ nữ cao âm)                      | Lục Cư Nam (Nam) |
| 2020      | Đặc cảnh sân bay              | Airport Strikers                | 機場特警 (Cơ trường đặc cảnh)                       | Trương Cảnh Sơn (Hill) |
| 2020      | Quái kiệt siêu hạng           | Al Cappuccino                   | 反黑路人甲 (Phản hắc lộ nhân giáp)                  | Cao Bân / Cao Viễn |
| 2020      | Sứ đồ hành giả 3              | Line Walker: Bull Fight         | 使徒行者3 (Sứ đồ hành giả 3)                        | Bàng Hạo Dương (anh Hạo Dương) |
| 2020      | Bước qua ranh giới 2          | Legal Mavericks 2020            | 踩過界II (Thải quá giới 2)                          | Cốc Nhất Hạ (Gogo) |
| 2020      | Câu chuyện thời đại số        | The Offliners                   | 堅離地愛堅離地 (Kiên Ly Địa ái Kiên Ly Địa)         | Đinh Tín Hy (Hy Thần) |
| 2021      | Quyền vương 2021              | The Ringmaster                  | 拳王 (Quyền vương)                                  | Hải Chính Lam |
| 2022      | Yêu em lúc ngây thơ           | Childhood In A Capsule          | 童時愛上你 (Đồng thì ái thượng nhĩ)                 | Đinh Hựu Nghinh |
| 2023      | Ma nữ si tình                 | Unchained Medley                | 靈戲逼人 (Linh hí bức nhân)                         | Đinh Nhất Tuấn/Khúc Hành Vân |

### Phim mạng (Big Big Channel)
| Phát sóng | Tên phim tiếng Việt                        | Tên phim tiếng Trung                                                 | Vai diễn       |
| --------- | ------------------------------------------ | -------------------------------------------------------------------- | -------------- |
| 2017      | Ngoại truyện Pháp sư bất đắc dĩ - Phần đầu | 降魔的番外篇 - 首部曲 (Hàng ma đích phiên ngoại thiên - Thủ bộ khúc) | Người bán hàng |

### Điện ảnh
| Phát sóng | Tên phim tiếng Anh | Tên phim tiếng Trung                   | Vai diễn |
| --------- | ------------------ | -------------------------------------- | -------- |
| 2015      | Lucky Star 2015    | 吉星高照2015 (Cát tinh cao chiếu 2015) | Trí Lâm  |

### MV
| Năm  | Ca sĩ         | Tên bài hát   |
| ---- | ------------- | ------------- |
| 2010 | Hồng Trác Lập | Em khỏe không |
| 2012 | Lâm Hân Đồng  | Dây leo       |
| 2014 | Ngô Nhược Hi  | Nhớ đến em    |

## Chương trình tổng hợp

### TVB
| Năm phát sóng | Tên chương trình (tên gốc)                               | Tên chương trình (tạm dịch)               | Ghi chú |
| ------------- | -------------------------------------------------------- | ----------------------------------------- | --- |
| 2012          | 世界衝擊影像社 / The World Impact Image Company Ltd.     | Công ty Hình ảnh Xung kích Thế giới       | Khách mời |
| 2012          | 萬眾同心公益金 / Community Chest Charity Show            | Quỹ công ích vạn chúng đồng tâm           | Khách mời |
| 2012          | 萬千星輝賀台慶 / TVB Anniversary Gala Show               | Lễ khánh đài TVB 2012                     | Nghệ sĩ biểu diễn |
| 2013          | 星夢傳奇 / The Voice of the Stars                        | Tinh Mộng truyền kỳ                       | Thí sinh (tập 3, 4, 7) |
| 2014          | 萬眾同心公益金 / Community Chest Charity Show            | Quỹ công ích vạn chúng đồng tâm           | Khách mời |
| 2014          | Sunday扮嘢王 / Walk The Walk, Talk The Talk              | Vua đóng giả Chủ Nhật                     | Khách mời |
| 2014          | 千奇百趣玩HIGH D / Neighborhood Treasures 6              | Trăm ngàn kỳ thú: Chơi high hơn           | Khách mời (tập 18) |
| 2014          | 姊妹淘 / All Things Girl                                 | Chuyện chị em                             | Khách mời phần "Tôi muốn làm người đẹp"                                                                                                   |
| 2014          | 今日VIP / The Green Room                                 | VIP hôm nay                               | Khách mời (tập 218) |
| 2015          | 你健康嗎？ / Am I Healthy?                               | Bạn khỏe không?                           | Khách mời (tập 12) |
| 2015          | 滋味男女                                                 | Nam nữ cảm thụ                            | Khách mời (tập 2) |
| 2015          | 今晚睇李 / Sze U Tonight                                 | Tối nay xem Lý                            | Khách mời (tập 22) |
| 2015          | 超強選擇1分鐘 / The Million Dollar Minute                | Lựa chọn 1 phút cực mạnh                  | Khách mời (tập 20) |
| 2015          | 歡樂滿東華 / Tung Wah Charity Show                       | Hoan lạc mãn Đông Hoa                     | Khách mời |
| 2015          | 萬千星輝賀台慶 / TVB Anniversary Gala Show               | Lễ khánh đài TVB 2015                     | Nghệ sĩ biểu diễn |
| 2016          | Sunday好戲王 / Sunday Stage Fight                        | Vua diễn xuất Chủ Nhật                    | Khách mời (tập 10, 25) |
| 2016          | 夜宵磨3 / Midnight Munchies                              | Thèm ăn khuya 3                           | Khách mời (tập 22) |
| 2016          | 我愛香港 / I Heart HK                                    | Tôi yêu Hong Kong                         | Khách mời (tập 9) |
| 2017          | 星級超常任務 / Wellness on the Go                        | Nhiệm vụ siêu cấp phi thường              | Tên khác: "Sức khoẻ siêu cấp 4: Sống xanh hưởng thụ thế giới" (Khách mời tập 1, 4)                                                        |
| 2017          | 今日VIP / The Green Room                                 | VIP hôm nay                               | Khách mời cùng Trần Oánh (tập 74) |
| 2017          | 兄弟幫 / Big Boys Club                                   | Hội anh em                                | Khách mời (tập 1827, 1828) |
| 2017          | 全城躍動 第六屆全港運動會開幕典禮 / The Hong Kong Games  | Hội thao Hong Kong - toàn thành vận động  | Khách mời |
| 2017          | 萬眾同心公益金 / Community Chest Charity Show            | Quỹ công ích vạn chúng đồng tâm           | Khách mời |
| 2017          | 馬家開飯 / Dinner Mas                                    | Nhà họ Mã dọn cơm                         | Khách mời (tập 16) |
| 2017          | 社企打工王2 / SE Newbies On The Go                       | Vua làm thuê xí nghiệp                    | Khách mời (tập 1) |
| 2017          | 最緊要好玩 / Hong Kong Gag Gag                           | Quan trọng là chơi vui                    | Khách mời (tập 14, 15, 17-21 phiên bản giải nhiệt: tập 2, 3)                                                                              |
| 2017          | 瘋狂夏水禮2017 / Amazing Summer Splash                   | Lễ nghịch nước điên cuồng 2017            | Khách mời |
| 2017          | 我係小廚神3 / Chef Minor                                 | Tôi là vua bếp nhí                        | Khách mời (tập 4) |
| 2017          | Ben Sir睇樓團1 / Sir Ben Prop. Guide                     | Đi xem nhà với Ben Sir                    | Khách mời (tập 4) |
| 2017          | 終極街頭魔法王 / The Ultimate Street Sorcerer            | Vua ảo thuật đường phố cuối cùng          | Khách mời (tập 1) |
| 2017          | 12瞞逃                                                   | 12 kẻ trốn chạy                           | Khách mời |
| 2017          | 美女廚房 - Big Big Channel                               | Nhà bếp mỹ nữ - phiên bản Big Big Channel | Tập 1 |
| 2017          | 萬千星輝賀台慶 / TVB Anniversary Gala Show               | Lễ khánh đài TVB 2017                     | Nghệ sĩ biểu diễn |
| 2017          | 萬千星輝頒獎典禮2017 / TVB Anniversary Awards 2017       | Lễ trao giải TVB tại Hong Kong 2017       | Nghệ sĩ tham gia |
| 2018          | 大玩特玩 / New Year Is a Game                            | Chơi lớn chơi đặc biệt                    | Khách mời (tập 1, 2, 5) |
| 2018          | 美女廚房3 / Cooking Beauties                             | Nhà bếp mỹ nữ 3                           | Chủ trì (tập 1-17) |
| 2018          | 兄弟大茶飯 / Two Men In A Kitchen                        | Anh em cùng làm ăn lớn                    | Khách mời (Tập 1, 3-7) |
| 2018          | 延禧南巡                                                 | Diên Hi đi tuần phương nam                | Khách mời |
| 2018          | TVB 50+1再出發節目巡禮2019 / TVB Sales Presentation 2019 | Triển lãm phim và tiết mục TVB 2019       | Tham gia giới thiệu |
| 2018          | 萬千星輝賀台慶 / TVB Anniversary Gala Show               | Lễ khánh đài TVB 2018                     | Nghệ sĩ biểu diễn |
| 2018          | 萬千星輝頒獎典禮2018 / TVB Anniversary Awards 2018       | Lễ trao giải TVB tại Hong Kong 2018       | Nghệ sĩ tham gia |
| 2019          | 娛樂大家 / Liza's Online                                 | Mua vui cho mọi người                     | Khách mời (mùa 1 tập 6, mùa 2 tập 1) |
| 2019          | 流行經典50年 / Cantopop At 50                            | Kiệt tác nổi tiếng 50 năm                 | Khách mời (tập 86 - bài 愛後餘生 Quãng đời còn lại sau khi yêu)                                                                           |
| 2019          | 12個夏天 / 12 Summers                                    | 12 mùa hè                                 | Khách mời (tập 1-3) |
| 2019          | 大玩特玩 / New Year Is a Game                            | Chơi lớn chơi đặc biệt                    | Tiết mục "Heo vàng báo hỉ đón tuổi mới"                                                                                                   |
| 2019          | Do姐有問題3 / Do Did Eat                                 | Chị Do có câu hỏi 3                       | Khách mời (tập 19) |
| 2019          | 今日VIP / The Green Room                                 | VIP hôm nay                               | Khách mời (tập 145) |
| 2019          | 歡樂滿東華 / Tung Wah Charity Show                       | Hoan lạc mãn Đông Hoa                     | Khách mời |
| 2019          | 萬千星輝賀台慶 / TVB Anniversary Gala Show               | Lễ khánh đài TVB 2019                     | Nghệ sĩ biểu diễn |
| 2019          | 萬千星輝頒獎典禮2019 / TVB Anniversary Awards 2019       | Lễ trao giải TVB tại Hong Kong 2019       | Nghệ sĩ tham gia |
| 2020          | 流行經典50年 / Cantopop At 50                            | Kiệt tác nổi tiếng 50 năm                 | Khách mời (tập 11 - bài 當年情 Tình năm xưa, 小飛俠 Tiểu Phi Hiệp tập 27 - bài 明知故犯 Biết rõ vẫn cố phạm, 鐵幕誘惑 Mặt nạ sắt mê hoặc) |
| 2020          | 你估我唔到 / Neighborhood Treasures 8                    | Bạn không đoán nổi đâu                    | Khách mời (tập 2) |
| 2020          | 娛樂大家4 / Liza's Online                                | Mua vui cho mọi người                     | Khách mời (tập 2) |
| 2020          | 萬眾同心公益金 / Community Chest Charity Show            | Quỹ công ích vạn chúng đồng tâm           | Khách mời |
| 2020          | Do姐有問題4 / Do Did Eat                                 | Chị Do có câu hỏi 4                       | Khách mời (tập 3) |
| 2020          | 星光熠熠耀保良 / Gala Spectacular                        | Ánh sao lấp lánh chiếu Cục Bảo Lương      | Khách mời |
| 2020          | 萬千星輝賀台慶 / TVB Anniversary Gala Show               | Lễ khánh đài TVB 2020                     | Nghệ sĩ biểu diễn |
| 2020          | 萬千星輝頒獎典禮2020 / TVB Anniversary Awards 2020       | Lễ trao giải TVB tại Hong Kong 2020       | Nghệ sĩ tham gia |
| 2021          | 金牛吉祥燿保良 / Po Leung Kuk Anniversary Special        | Trâu vàng cát tường chiếu Cục Bảo Lương   | Khách mời |
| 2021          | 天天開運王2 / Fortune Show                               | Vua khai vận mỗi ngày 2                   | Khách mời (tập 9) |
| 2021          | 解構心機女 / Wily HK                                     | Phân tích tâm tư con gái                  | Khách mời (tập 1, 11) |
| 2021          | 你又估我唔到 / Neighborhood Treasures 9                  | Bạn lại không đoán nổi tôi                | Khách mời (tập 6) |
| 2021          | 開心大綜藝 / Have A Big Laugh                            | Tiết mục vui vẻ lớn                       | Khách mời (tập 4) |
| 2021          | Think Big天地 / Kids, Think Big                          | Suy nghĩ sâu xa hơn                       | Khách mời (tập 2036, phần "Kids VIP") |
| 2021          | 好聲好戲 / Dub of War                                    | Giọng hay diễn hay                        | Thí sinh (tập 7-12, 19, 20) |
| 2021          | 明星運動會 / TVB All Star Games                          | Hội thao minh tinh                        | Khai mạc và cổ động |
| 2021          | 醫醫，我不想再病了 / Better Be Healthy                   | Bác sĩ, em không muốn bị bệnh nữa         | Khách mời (tập 14) |
| 2021          | 萬千星輝賀台慶 / TVB Anniversary Gala Show               | Lễ khánh đài TVB 2021                     | Nghệ sĩ biểu diễn |
| 2021          | 煮戰 / Cook War                                          | Cuộc chiến trong bếp                      | Khách mời (tập 7) |
| 2021          | 男神廚房 / Oppa's Cuisine                                | Nhà bếp nam thần                          | Khách mời (tập 1, 2) |
| 2021          | 讀心專家 / Mind Games                                    | Chuyên gia đọc suy nghĩ                   | Khách mời (tập 5) |
| 2021          | 思家大戰 / Family Feud                                   | Tư gia đại chiến                          | Khách mời (tập 13) |
| 2021          | 傑出小童星嘉許典禮                                       | Lễ trao giải diễn viên nhí kiệt xuất      | Khách mời trao giải |
| 2021          | 萬千星輝頒獎典禮2021 / TVB Anniversary Awards 2021       | Lễ trao giải TVB tại Hong Kong 2021       | Nghệ sĩ tham gia |
| 2022          | 不可能任務 / Profession Impossible                       | Nhiệm vụ bất khả thi                      | Đội trưởng, học viên (tập 1-5) |

### Đại lục
| Năm  | Đài                     | Tên chương trình (tên gốc)                  | Tên chương trình (tạm dịch)    | Ghi chú           |
| ---- | ----------------------- | ------------------------------------------- | ------------------------------ | ----------------- |
| 2022 | Truyền hình Hồ Nam      | 你好，星期六 (Nhĩ hảo, tinh kỳ lục)         | Xin chào thứ bảy               | Khách mời (tập 9) |
| 2022 | Truyền hình Đông Phương | 開播！情境喜劇 (Khai bá! Tình cảnh hỉ kịch) | Khởi quay! Kịch hài tình huống | Thí sinh          |

### Radio
| Năm phát sóng | Tên đài radio           | Tên chương trình                               | Ghi chú                      |
| ------------- | ----------------------- | ---------------------------------------------- | ---------------------------- |
| 2017          | 雷霆881 (Lôi Đình 881)  | 1圈圈 (Từng cái vòng)                          | Khách mời                    |
| 2019          | 雷霆881 (Lôi Đình 881)  | 1圈圈 (Từng cái vòng)                          | Khách mời                    |
| 2020          | 新城知訊台 (Metro Info) | Bilibala 開大喇叭 (Bô lô ba la mở cái loa lớn) | Khách mời (cùng Chu Mẫn Hãn) |
| 2021          | 雷霆881 (Lôi Đình 881)  | 1圈圈 (Từng cái vòng)                          | Khách mời                    |
| 2021          | 叱咤903 (Sất Trá 903)   | 口水多過浪花 (Nước bọt nhiều hơn bọt biển)     | Khách mời                    |

## Tác phẩm âm nhạc
| Năm       | Tên bài hát    | Phim truyền hình                        |
| --------- | -------------- | --------------------------------------- |
| 2020-2021 | Thiếu một chút | Nhạc chủ đề phim Câu chuyện thời đại số |

## Quảng cáo và đại diện nhãn hàng
| Năm  | Tên quảng cáo       |
| ---- | ------------------- |
| 2015 | Propecia HK         |
| 2016 | Revlon              |
| 2016 | Bảo hiểm MassMutual |
| 2018 | Dah Sing Bank       |

## Đề cử và giải thưởng

### Lễ trao giải TVB ở Malaysia
| Năm  | Giải thưởng                                            | Phim / Tác phẩm                                                     | Vai diễn                                              | Kết quả                             |
| 2015 | Nam diễn viên TVB tiến bộ vượt bậc được yêu thích nhất | Bà xã cát tường Chuyện tình sân khấu Bước cùng em Mái ấm gia đình 2 | Tên lưu manh A Cao Mẫn Tuấn Kim Tú Huyền Luân Lập Tín | Đề cử                               |
| 2017 | Nam diễn viên TVB tiến bộ vượt bậc được yêu thích nhất | Quý nàng hẩm phận Bước qua ranh giới                                | Trang Tuyển Dĩnh Cốc Nhất Hạ                          | Đề cử                               |
| 2017 | Nam diễn viên phụ TVB được yêu thích nhất              | Bước qua ranh giới                                                  | Cốc Nhất Hạ                                           | Đề cử                               |
| 2017 | Nhân vật truyền hình TVB được yêu thích nhất           | Bước qua ranh giới                                                  | Cốc Nhất Hạ                                           | Đề cử                               |
| 2017 | Đôi tình nhân màn bạc TVB được yêu thích nhất          | Bước qua ranh giới                                                  | Cốc Nhất Hạ - Vương Lệ Phàm                           | Đề cử (được đề cử cùng Lý Giai Tâm) |

### Lễ trao giải StarHub của TVB ở Singapore
| Năm  | Giải thưởng                                     | Phim / Tác phẩm    | Vai diễn    | Kết quả   |
| 2017 | Nam diễn viên phụ TVB tôi yêu thích nhất        | Bước qua ranh giới | Cốc Nhất Hạ | Đoạt giải |
| 2017 | Nam nhân vật truyền hình TVB tôi yêu thích nhất | Bước qua ranh giới | Cốc Nhất Hạ | Đề cử     |

### Lễ trao giải TVB thường niên ở Hong Kong
| Năm  | Giải thưởng                                      | Phim / Tác phẩm                                                                            | Vai diễn                                      | Kết quả                                                  |
| 2015 | Nam diễn viên phụ xuất sắc nhất                  | Mái ấm gia đình 2                                                                          | Luân Lập Tín                                  | Đề cử                                                    |
| 2017 | Nam diễn viên tiến bộ vượt bậc                   | Quý nàng hẩm phận Bước qua ranh giới Quan trọng là chơi vui Lễ nghịch nước điên cuồng 2017 | Trang Tuyển Dĩnh Cốc Nhất Hạ                  | Đề cử                                                    |
| 2017 | Nam diễn viên phụ xuất sắc nhất                  | Bước qua ranh giới                                                                         | Cốc Nhất Hạ                                   | Đề cử (top 5)                                            |
| 2017 | Nam nhân vật được yêu thích nhất                 | Bước qua ranh giới                                                                         | Cốc Nhất Hạ                                   | Đề cử                                                    |
| 2017 | Đôi/nhóm bạn diễn được yêu thích nhất            | Bước qua ranh giới                                                                         | Cốc Nhất Hạ - Văn Thân Hiệp                   | Đề cử (được đề cử cùng Vương Hạo Tín)                    |
| 2018 | Nam diễn viên tiến bộ vượt bậc                   | Chơi lớn chơi đặc biệt Nhà bếp mỹ nữ 3 Diên Hi đi tuần phương nam                          |                                               | Đề cử                                                    |
| 2018 | Chủ trì tiết mục xuất sắc nhất                   | Nhà bếp mỹ nữ 3                                                                            | Đề cử                                         |                                                          |
| 2019 | Nam diễn viên tiến bộ vượt bậc                   | Kỳ án Bao Thanh Thiên Truy tìm nàng giọng cao 12 mùa hè                                    | Triển Chiêu Lục Cư Nam                        | Đoạt giải                                                |
| 2019 | Nam diễn viên chính xuất sắc nhất                | Kỳ án Bao Thanh Thiên                                                                      | Triển Chiêu                                   | Đề cử                                                    |
| 2020 | Nam diễn viên chính xuất sắc nhất                | Quái kiệt siêu hạng                                                                        | Cao Bân                                       | Đề cử                                                    |
| 2020 | Nam nhân vật được yêu thích nhất                 | Quái kiệt siêu hạng                                                                        | Cao Bân                                       | Đoạt giải                                                |
| 2020 | Nam diễn viên chính được yêu thích nhất Malaysia | Quái kiệt siêu hạng                                                                        | Cao Bân                                       | Đề cử (top 5)                                            |
| 2020 | Đôi/nhóm bạn diễn được yêu thích nhất            | Quái kiệt siêu hạng                                                                        | Trương Tế Luân, Cao Bân, Lục Thu              | Đoạt giải (được đề cử cùng Vương Hạo Tín và Chu Mẫn Hãn) |
| 2021 | Nam diễn viên chính xuất sắc nhất                | Câu chuyện thời đại số                                                                     | Đinh Tín Hy                                   | Đề cử                                                    |
| 2021 | Nam diễn viên chính xuất sắc nhất                | Quyền vương 2021                                                                           | Hải Chính Lam                                 | Đề cử (top 5)                                            |
| 2021 | Nam diễn viên chính được yêu thích nhất Malaysia | Quyền vương 2021                                                                           | Hải Chính Lam                                 | Đề cử (top 5)                                            |
| 2021 | Nam nhân vật được yêu thích nhất                 | Câu chuyện thời đại số                                                                     | Đinh Tín Hy                                   | Đề cử                                                    |
| 2021 | Nam nhân vật được yêu thích nhất                 | Quyền vương 2021                                                                           | Hải Chính Lam                                 | Đề cử                                                    |
| 2021 | Ca khúc truyền hình được yêu thích nhất          | Câu chuyện thời đại số - "Thiếu một chút"                                                  | Câu chuyện thời đại số - "Thiếu một chút"     | Đề cử                                                    |
| 2021 | Đôi/nhóm bạn diễn được yêu thích nhất            | Câu chuyện thời đại số                                                                     | Đinh Tín Hy - Vương Tử Phi                    | Đề cử (được đề cử cùng Cung Gia Hân)                     |
| 2021 | Đôi/nhóm bạn diễn được yêu thích nhất            | Quyền vương 2021                                                                           | Hải Chính Lam, Giang Gia Tình, Thạch Tử Thông | Đề cử (được đề cử cùng Thái Khiết và Chu Mẫn Hãn)        |

### Lễ trao giải truyền hình trong dân gian của khán giả
| Năm  | Giải thưởng                                     | Phim / Tác phẩm    | Vai diễn      | Kết quả        |
| 2017 | Nam diễn viên phụ xuất sắc nhất được dân chọn   | Bước qua ranh giới | Cốc Nhất Hạ   | Đề cử (hạng 4) |
| 2021 | Nam diễn viên chính xuất sắc nhất được dân chọn | Quyền vương 2021   | Hải Chính Lam | Đề cử          |

### Giải khác
| Năm  | Giải thưởng                                                 | Phim / Tác phẩm    | Vai diễn    | Kết quả   |
| 2017 | Mức độ tìm kiếm YAHOO! năm 2017 - "Độ nổi tiếng tăng nhanh" | Bước qua ranh giới | Cốc Nhất Hạ | Đoạt giải |